# Anthony Gobert

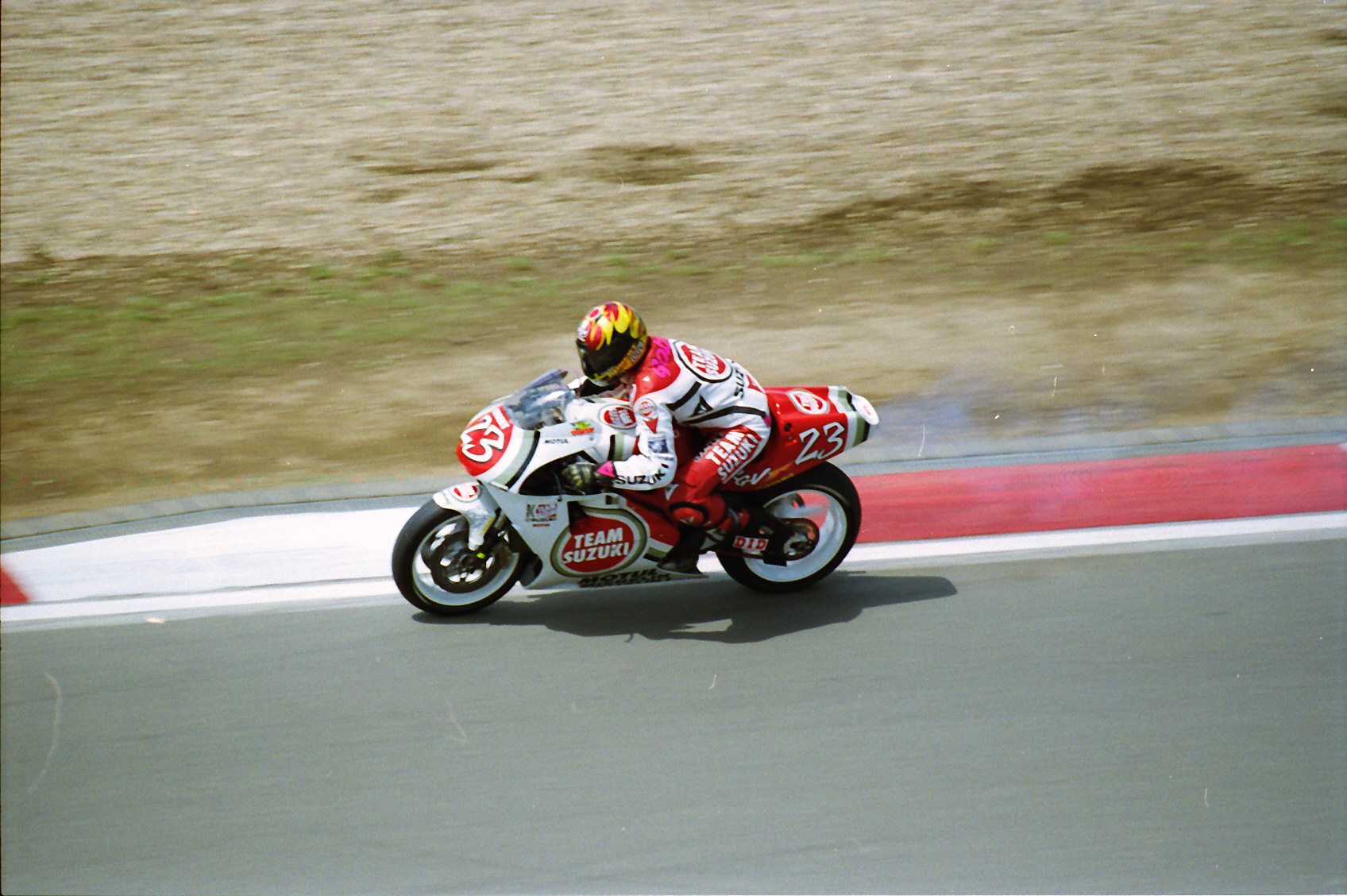
Anthony Gobert in de Grand Prix van Duitsland 1997.

Anthony Gobert (Greenacre, 5 maart 1975 – Gold Coast, 17 januari 2024) was een Australisch motorcoureur.

## Carrière
Gobert begon zijn motorsportcarrière in het motorcross, voordat hij de overstap maakte naar het wegrace. In 1994 debuteerde hij in het wereldkampioenschap superbike op een Honda in de races op Sugo, voordat hij op een Kawasaki in de races op Phillip Island een overwinning en nog een podiumfinish behaalde. Hiermee werd hij destijds de jongste coureur die een race in dit kampioenschap wist te winnen.
In 1995 werd Gobert kampioen in het Australisch kampioenschap superbike en nam hij deel aan een volledig seizoen van het WK superbike voor Kawasaki. Hij nam al snel de rol van teamleider op zich, nadat Scott Russell het team na drie weekenden verliet. Hij won twee races op Laguna Seca en Phillip Island. Met 222 punten werd hij achter Carl Fogarty, Troy Corser en Aaron Slight vierde in de eindstand. In 1996 bleef hij actief in de klasse, maar moest hij vier raceweekenden missen vanwege een blessure. Wel won hij een race op Laguna Seca en twee op Phillip Island, waardoor hij achtste werd in het kampioenschap met 167 punten.
In 1997 maakte Gobert de overstap naar de 500 cc-klasse van het wereldkampioenschap wegrace, waarin hij voor Suzuki opnieuw diende als de vervanger van de vertrokken Scott Russell. Hij behaalde zijn beste resultaat met een zevende plaats in Oostenrijk, maar drie races voor het eind van het seizoen werd hij ontslagen omdat hij een positieve dopingtest aflegde. Met 44 punten werd hij vijftiende in het klassement. In 1998 en 1999 kwam hij uit in het Amerikaans kampioenschap superbike. In 1998 werd hij negende met drie overwinningen, terwijl hij in 1999 vijf zeges behaalde en zo derde werd achter Mat Mladin en Ben Bostrom. Verder nam hij deel als wildcardcoureur in de race op Laguna Seca in het WK superbike, waarin hij een race won en in de tweede race aan de leiding lag voordat hij in de laatste bocht ten val kwam. Verder reed hij in de laatste vier races van het WK 500 cc op een MuZ Weber als vervanger van Bernard Garcia. Een tiende plaats in Rio de Janeiro was hierin zijn beste resultaat.
In 2000 keerde Gobert terug in het WK superbike op een Bimota. Hij won een natte race op Phillip Island, voordat het team halverwege het seizoen failliet ging. Vervolgens reed hij in drie weekenden van het Brits kampioenschap superbike als vervanger van de geblesseerde Steve Hislop bij Yamaha; een vierde plaats op Brands Hatch was hierbij zijn beste resultaat. Ook reed hij een race in de 500 cc-klasse van het WK wegrace op een Modenas als vervanger van José David de Gea tijdens de Grand Prix van Groot-Brittannië en scoorde hierin een punt met de vijftiende plaats. Aan het eind van het seizoen keerde hij terug in het WK superbike voor Yamaha in de seizoensfinale op Brands Hatch als wildcardcoureur. Met 37 punten eindigde hij op plaats 25 in dit kampioenschap.
In 2001 keerde Gobert terug naar het Amerikaans kampioenschap superbike, waarin hij op een Yamaha twee zeges behaalde en achttiende werd in het klassement. In 2002 won hij een race en werd hij veertiende. Daarnaast was hij ingeschreven voor de races op Laguna Seca van het WK superbike, maar verscheen hierin niet aan de start. In 2003 stapte hij binnen de Amerikaanse klasse over naar een Ducati en werd twintigste in de eindstand. In 2004 en 2005 kwam hij uit in het Australisch kampioenschap superbike, waarin hij in 2005 elfde werd. Ook reed hij dat jaar in het Amerikaans kampioenschap Supersport, waarin hij met een podiumplaats zesde werd in de eindstand.
In 2006 debuteerde Gobert in het wereldkampioenschap Supersport op een Yamaha tijdens de eerste twee races als vervanger voor de geblesseerde David Checa, met een twaalfde plaats in Losail als beste resultaat. Vervolgens keerde hij terug in het WK superbike voor de races in Valencia voor Suzuki als wildcardcoureur, maar verscheen hierin niet aan de start. Verder reed hij enkele races in het Spaans kampioenschap superbike. 2007 was zijn laatste seizoen als motorcoureur, dat hij doorbracht in het Australisch kampioenschap superbike. Op een Kawasaki werd hij zestiende in de eindstand.
Op 17 januari 2024 overleed Gobert aan de gevolgen van een drank- en drugsverslaving, nadat hij vijf dagen daarvoor was opgenomen in een ziekenhuis in Gold Coast om daar palliatieve zorg te krijgen.